# 让·魏森巴赫
让·魏森巴赫（法語：Jean Weissenbach，1946年2月13日—），法国遗传学家。魏斯巴赫擅长于性染色体连锁遗传分析，创造共同的遗传图谱，与映射和几种疾病基因的克隆分析。由魏森巴赫领导的法国国家基因测序中心（Genoscope）促进了人类基因组计划，尤其是对14号染色体的分析。2002年曾获得盖尔德纳国际奖。